# Margarops fuscatus
Margarops fuscatus là một loài chim trong họ Mimidae. Nó được tìm thấy trên nhiều hòn đảo vùng Caribe, từ Bahamas ở phía bắc đến Grenadines ở phía nam, với một quần thể biệt lập trên Bonaire. Ít nhất hai phân loài có thể được phân biệt về mặt di truyền: M. f. fuscatus được tìm thấy giữa Đại Antilles và Antigua và Barbuda, M. f. densirostris được tìm thấy từ Montserrat và Guadeloupe về phía nam. Môi trường sống chính của nó là bụi rậm, cây cối trong rừng núi và các đồn điền cà phê.